# Atobá-grande

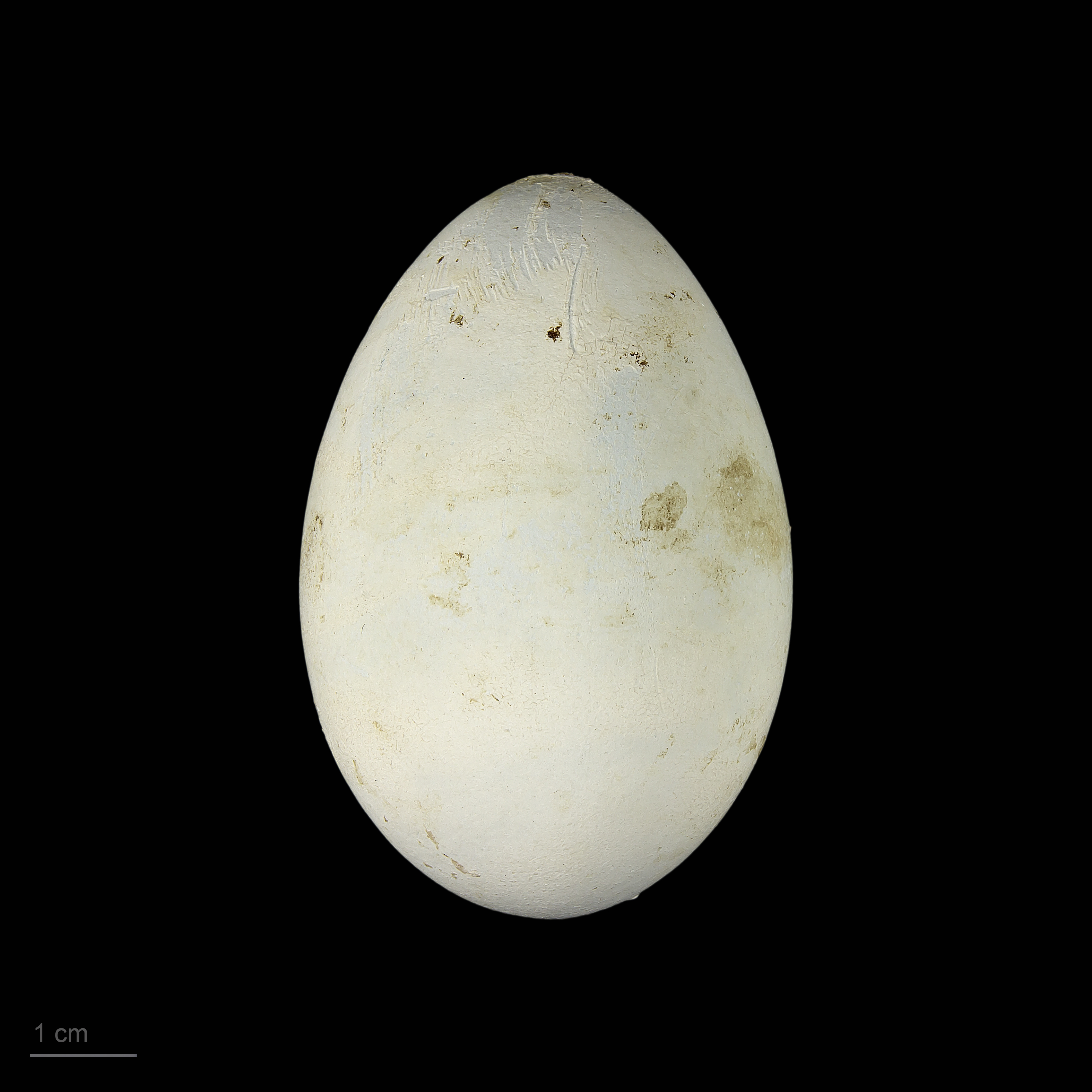
Sula dactylatra - MHNT

O atobá-grande (Sula dactylatra) é a maior ave da família dos Sulídeos. É conhecido também pelos nomes de piloto, piloto-branco e mombebo-piloto. Bastante distribuído nos oceanos tropicais e subtropicais, é dificilmente encontrado próximo à costa. Dentre as espécies dos atobás, o atobá-grande apresenta maior tamanho e maior peso. É considerada como espécies marinha, podendo ser encontrada sobre as águas pelágicas, dando preferência às águas com profundidade. Sua reprodução é dependente da localidade em que se encontra, na qual forma colônias de densidades variáveis em ilhas rochosas. Seus ninhos são formados em bordas de penhascos, entretanto, uma variedade de outros locais é utilizada pela espécie.

## Características
Essas aves podem medir cerca de 86 cm de comprimento; possui uma plumagem branca e suas asas são negras. Seu bico é de cor amarelada e ao redor dos olhos forma uma espécie de máscara escura, íris amarela e pés oliváceos ou plúmbeos. Possui envergadura entre 150 e 160 cm.
É considerado o maior e mais pesado dos atobás, sendo os machos menores que as fêmeas. Nasce nu, mas depois de 35 a 40 dias é completamente coberto por penas; os ninhegos e os jovens possuem pés com variação de cores entre chumbo e chumbo-amarelo, além de íris de coloração cinza.

## Subespécies
Considerando-se as diferenças regionais existentes, alguns autores reconhecem mais de oito subespécies, tendo como localidade comum a Ilha de Ascensão. No Brasil, a subespécie encontrada é a Sula dactylatra dactylatra.
São elas:
- Sula dactylatra dactylatra – Lesson, ano 1831
- Sula dactylatra californica – Rothschild, ano 1915
- Sula dactylatra bedouti – Mathews, ano 1913
- Sula dactylatra personata – Gould, ano 1846
- Sula dactylatra fullagari – O’brien & Davies, ano 1991
- Sula dactylatra melanops – Hartlaub, ano 1859

## Alimentação
Alimenta-se basicamente de peixes e lulas. Seu maior gasto de tempo é no mar, onde fica à procura de seu alimento geralmente durante o dia.  Possui fortes habilidades de mergulho para achar e capturar suas presas. Esse mergulho é realizado em posição vertical, atingindo até 30 m de profundidade da água. Costuma nadar vários metros, imergindo as ondas em busca de presas. Possui o hábito de ficar mais perto da terra após realizar a coleta de alimento para a prole, caso contrário caça a até 65 quilômetros da costa. Próximo a superfície da água é capaz de capturar também peixes-voadores.

## Reprodução
Seu ninho é construído em ilhas pequenas planas e sem árvores. É acabado em bordas de paredões íngremes e áreas planas justamente para permitir a facilidade de deslocamento, formando assim médias e pequenas colônias. Esse ninho se constitui de buracos pequenos no chão, onde são geralmente colocados dois ovos. Possui apenas um parceiro durante toda a vida e seu ritual de acasalamento tem forma intricada. As fêmeas são atraídas pelos machos quando eles esticam o pescoço, além disso eles lhes dão de presente pedras e penas. O processo de cópula se inicia após uma caminhada lenta, num processo que leva cerca de 10 a 20 segundos; a fêmea começa a incubação imediatamente após a colocação do primeiro ovo. A incubação dura em média 45 dias e é realizada em conjunto pelo macho e pela fêmea. Assim que o primeiro filho nasce ele empurra o outro para fora do ninho, motivo pelo qual os pais acabam criando apenas um dos filhos. Esse filho é alimentado somente duas vezes por dia tanto pelo pai quanto pela mãe, entretanto a fêmea traz uma maior quantidade de comida que o macho. Sua fase de voo se inicia a partir de 109 a 151 dias, contudo os pais continuam alimentando e protegendo de um até dois meses após iniciar o voo. Os jovens iniciam sua fase sexual em 3 a 5 anos
O período de reprodução é bastante variável, pois depende muito do local, podendo ocorrer de janeiro a julho, de agosto a março e de fevereiro a agosto.

## Hábitos
É uma ave pelágica e só vem a terra com o objetivo de reprodução. É encontrada em todos os oceanos, especialmente na faixa tropical. É encontrado quase sempre solitário ou em grupos pequenos. Quando ameaçado ou surpreso, soa um alarme com bastante rapidez. Contudo não apresenta sinais de agressividade e é muito amigável com os seres humanos. Vive em estado selvagem por cerca de 15 a 20 anos
Tanto o macho quanto a fêmea são bastante silenciosos no período noturno. O macho tem um apito estridente e se comunica com a fêmea durante o namoro, e quando assustado e ameaçado, enquanto a fêmea possui um chamado “honky”.

## Distribuição geográfica
Sula dactylatra possui ampla distribuição pelos oceanos subtropicais e tropicais.
- Ssp. dactylatra: ilhas da região do Atlântico sul ocidental e Ilhas do Caribe.
- Ssp. melanops: região noroeste do Mar Vermelho e Oceano Índico.
- Ssp. bedouti: regiões leste e sul do Oceano Índico.[5]
- Ssp. personata: região do centro e oeste do Pacífico e Coral Sea indo em direção à Micronésia e Polinésia.
- Ssp. californica: região oeste do México e Ilhas Off.
- Ssp. fullagari: norte do Mar da Tasmânia.

## No Brasil
No país as maiores colônias de reprodução da espécie ficam concentradas no Atol das Rocas no Rio Grande do Norte, Arquipélagos advindos dos Abrolhos na Bahia e de Fernando de Noronha no Pernambuco, sendo ocasionalmente registrada em mais algumas partes da costa brasileira como os estados do Ceará, Rio de Janeiro, Bahia, São Paulo, Paraná, Pernambuco e Santa Catarina.
Algumas espécies regularmente encontradas na costa brasileira podem ser eventualmente confundidas com a Sula dactylatra, entre as quais se destaca a S. leucogaster.
Em Abrolhos a ave mais conhecido é a Sula dactylatra, sendo que em 1994 foi estimada em cerca de 800 indivíduos a população reprodutiva local.
Na Bahia é o atobá-grande é uma das espécies ameaçadas de extinção.